# Mecerreyes (kommunhuvudort)
Mecerreyes är en kommunhuvudort i Spanien.   Den ligger i provinsen Provincia de Burgos och regionen Kastilien och Leon, i den centrala delen av landet, 190 km norr om huvudstaden Madrid. Mecerreyes ligger 986 meter över havet och antalet invånare är 278.
Terrängen runt Mecerreyes är platt norrut, men söderut är den kuperad. Runt Mecerreyes är det glesbefolkat, med 9 invånare per kvadratkilometer. Närmaste större samhälle är Lerma, 17,1 km sydväst om Mecerreyes. Omgivningarna runt Mecerreyes är en mosaik av jordbruksmark och naturlig växtlighet.